# Inactifs
Les inactifs sont en France, selon la définition française de l'INSEE, les personnes qui ne sont ni en emploi, ni au chômage.

## Catégories d'inactifs
Ce sont :
- les jeunes de moins de 15 ans,
- les étudiants,
- les retraités et les préretraités,
- les hommes et femmes au foyer
- les personnes en incapacité de travailler.

## Impact sur le calcul des retraites
La proportion d'inactifs a tendance à augmenter fortement dans les pays développés, en raison de l'augmentation de l'espérance de vie, des largesses attribuées pour les départs en retraite à partir des années 1970, et à l'augmentation de la durée des études. En particulier, le nombre important de préretraites accordées dans le cadre de plans sociaux à des seniors en âge de travailler a considérablement diminué le taux d'emploi dans la tranche d'âge des 55-64 ans. Celui-ci s'établissait à 37,8 % en France en 2005.
Il s'ensuit une diminution du taux d'activité, et par conséquent des déficits des régimes de retraite.